# قلعه استیجان
قلعه استیجان، روستایی از توابع بخش مرکزی شهرستان تویسرکان در استان همدان ایران است. نام این روستا برگرفته از نام یکی از قلعه های قدیمی بوده که در زمان صفویه در اختیار مرحوم ساروخان چلبی حاکم همدان و مالک روستاهای تویسرکان بوده است و قلعه دیگر مرحوم ساروخان در روستای اشتران واقع است.

## مردم
مردم این روستا فارس هستند و به زبان فارسی پهلوی سخن می گویند.

## جمعیت
این روستا در دهستان خرم‌رود قرار دارد و براساس سرشماری مرکز آمار ایران در سال ۱۳۹۵، جمعیت آن ۱۶۱ نفر (۷۶ خانوار) بوده‌است.
روستای قلعه آستیجان برخورداراز
مکان‌های دیدنی خانه‌های قدیمی و تاریخی و مکان زیارتی پیرسرچشمه و طبیعتی بکر و چشم‌انداز زیبا ووسیع باغ‌های گردو در مزارع گردکان و لپان و پستیان و منطقه معروف به ششدانگی وبیشه زارها در کنار رودخانه خرم رود در فصل بهار بسیار زیبا و دیدنی است.
زبان مردم این روستا زبان فارسی پهلوی است.قدمت این روستا برابر با کهن‌ترین نقاط همدان وتویسرکان از زمان مادها می‌باشد و در مسیر جاده مشهور شاهی که از کوه الوند و از مجاور کتیبه‌های باستانی وتاریخی گنجنامه عبور می‌کرده و ادامه آن به سمت غرب کرمانشاه امروزی بوده‌است قراردارد. بنابرپاره ای شواهد ومستندات درقدیم هرازگاه خانواده ویاطایفه ای ازنقاط دورونزدیک که در حال عبورازاین مسیربوده انددراین روستا قصد سکونت نموده و با پذیرش صمیمانه مردم این روستا سکونت دایمی گزیده‌اند. از ریش سفیدان و بزرگان نقل شده که در ایام گذشته درگیری های بسیاری بین طوایف این روستا به وجود امده است که همین امر باعث شده تا طوایفی از این روستا به روستاهای شهرستانه و دره مرادبیگ (همدان) مهاجرت کنند
باتوجه به مختصراطلاعات مذکور، جاذبه‌های طبیعی ، شرایط ییلاقی بودن و نیز ترمیم جاده و گردنه گنجنامه و تغییر آن از حالت قبلی به جاده آسفالته و سد در دست احداث خرمرود که با پیشرفت خوبی در حال ساخت است. منطقه خرمرود و از جمله قلعه آستیجان در انتظار آینده خوبی به لحاظ گردشگری می‌باشد.